# Дзевульский, Ежи
Ежи Мацей Дзевульский (пол. Jerzy Maciej Dziewulski; 15 декабря 1943, Варшава — 11 августа 2025, там же) — польский полицейский, специалист по борьбе с терроризмом и политик. Известен своей службой в органах правопорядка, участием в антитеррористических операциях и политической деятельностью в качестве депутата Сейма и советника президента по вопросам безопасности.

## Биография

### Ранние годы и служба в полиции
После прохождения срочной военной службы, которую завершил в звании сержанта, Дзевульский в 1966 году начал профессиональную службу в Гражданской милиции. Он работал в Варшавском управлении милиции, где занимал должности в криминальном отделе и возглавлял антитеррористическое подразделение при варшавском аэропорту Окенце.
В 1980 году он принимал участие в спасательной операции после катастрофы самолёта «Николай Коперник», а в 1987 году — после авиакатастрофы в Кабацком лесу.

### Политическая карьера
В 1991 году Дзевульский был избран депутатом Сейма I созыва от Польской партии любителей пива. В последующих выборах он переизбирался в Сейм II, III и IV созывов от Союза демократических левых сил.
В 1995 году он возглавлял личную охрану кандидата в президенты Александра Квасьневского, а в 1997 году стал его советником по вопросам безопасности.

### Поздние годы и смерть
После завершения политической карьеры Дзевульский активно участвовал в общественной жизни, выступая в СМИ по вопросам безопасности. Скончался 11 августа 2025 года в Варшаве после тяжёлой болезни в возрасте 81 года.

## Награды и признание
- Офицерский крест Ордена Возрождения Польши
- Кавалерский крест Ордена Возрождения Польши
- Медаль за отвагу и самопожертвование (трижды)